# Етьєн Тшісекеді
Етьєн Тшісекеді ва Мулумба (14 грудня 1932, Лулуаборг, Бельгійське Конго — 1 лютого 2017, Брюссель, Бельгія) — конголезький державний і політичний діяч, тричі прем'єр-міністр Заїру, голова партії Союз за демократію та соціальний прогрес (UDPS).